# 伊萬尼夫卡 (扎季什沙市鎮)
47°11′5″N 29°56′11″E / 47.18472°N 29.93639°E
伊萬尼夫卡（烏克蘭語：Іванівка）是位於烏克蘭西南部的村莊，由敖德萨州羅茲季利納區的扎季什希亞市鎮負責管轄。該村始建於1857年，面積0.34平方公里，2001年人口41，人口密度每平方公里120.59人。